# 阿尔科乌哈特
阿尔科乌哈特，是西班牙卡斯蒂利亚-拉曼恰昆卡省的一个市镇。总面积27平方公里，总人口61人（2001年），人口密度2人/平方公里。